# Liste der österreichischen Gesandten in Sachsen
Dies ist eine Liste der österreichischen Gesandten im Kurfürstentum Sachsen (bis 1806) und dem Königreich Sachsen (bis 1918). Letzter Amtssitz der österreichischen Gesandtschaft in Dresden war die Wiener Straße 3.
Die Amtsträger bekleideten das Amt eines „außerordentlichen Gesandten und bevollmächtigten Minister am königlich sächsischen Hof in Dresden und den großherzoglich und herzoglich sächsischen Höfen, dem herzoglichen Hof von Anhalt und den fürstlich Schwarzburgschen und Reußschen Häusern“ – eine Funktion, die zuletzt im Gegensatz zur Imposanz ihrer Titulatur beinahe eine Sinekure war, da die österreichisch-ungarische Gesandtschaft in Dresden fast ausschließlich für protokollarische Angelegenheiten im Verkehr des österreichischen und sächsischen Herrscherhauses diente und keinerlei politische Funktionen hatte (diese gingen seit 1871 natürlich über die österreichisch-ungarische Botschaft beim Deutschen Reich in Berlin).

## Gesandte
1665: Aufnahme diplomatischer Beziehungen
- 1719–1724: Joseph Lothar von Königsegg-Rothenfels
- 1724–1728: Franz Karl von Wratislaw
- 1728–1733: Leopold von Waldstein
- 1733–1740: Franz Karl von Wratislaw
- 1740–1741: Johann Joseph von Khevenhüller-Metsch
- 1741–1742: C. de Launay (Geschäftsträger)
- 1742–1744: Nikolaus I. Joseph Esterházy de Galantha
- 1744–1745: C. de Launay (Geschäftsträger)
- 1745–1747: Nikolaus I. Joseph Esterházy de Galantha
- 1749–1763: Franz von Sternberg
- 1763–1765: K. von Mayer (Geschäftsträger)
- 1765–1770: Franz Joseph von Wurmbrand-Stuppach
- 1770–1771: Joseph von Piller (Geschäftsträger)
- 1771–1778: Franz Philipp Knebel von Katzenelnbogen
- 1778–1785: Franz Leopold von Metzburg (Geschäftsträger)
- 1785–1787: Johann von O’Kelly
- 1787–1794: Franz Anton von Hartig
- 1794–1800: Emmerich zu Eltz
- 1800–1801: Bernhard von Pelser (Geschäftsträger)
- 1801–1801: Joseph Andreas von Buol-Berenberg (Geschäftsträger)
- 1801–1803: Klemens Wenzel von Metternich
- 1803–1805: Joseph Andreas von Buol-Berenberg (Geschäftsträger)
- 1805–1809: Stephan Zichy-Vásonykeő

1809–1810: Unterbrechung der Beziehungen
- 1810–1810: Andreas Merian von Falkach  (Geschäftsträger)
- 1810–1813: Paul III. Anton Esterházy de Galantha
- 1813–1816: vakant
- 1816–1820: Ludwig Philipp von Bombelles
- 1820–1828: Anton Pálffy
- 1828–1829: Johann Emmerich
- 1829–1836: Franz de Paula von Colloredo-Wallsee
- 1837–1843: Franz Binder von Krieglstein
- 1843–1856: Franz Seraphin von Kuefstein
- 1856–1859: Richard Klemens von Metternich
- 1859–1869: Joseph von Werner
- 1869–1872: Ludwig von Paar
- 1872–1880: Karl von und zu Franckenstein
- 1880–1881: Anton von Wolkenstein-Trostburg
- 1881–1888: Gabriel von Herbert-Rathkeal
- 1888–1895: Boguslaw Chotek von Chotkow
- 1895–1899: Heinrich von Lützow
- 1899–1902: Siegfried von Clary-Aldringen
- 1902–1905: Ludwig von Lászlófalva
- 1905–1909: Karl von Braun
- 1909–1911: Karl Emil zu Fürstenberg
- 1911–1913: Johann von Forgách
- 1913–1918: Karl von Braun

1918: Auflösung der Gesandtschaft